# یلکی‌بایوو
یلکی‌بایوو (انگلیسی: Yelkibayevo) یک شهرک در منطقه شهری اوفای جمهوری باشقیرستان در کشور روسیه است.